# Relations entre la France et la Macédoine du Nord
Les relations entre la France et la Macédoine du Nord désignent les relations diplomatiques bilatérales s'exerçant entre deux pays européens, la République française et la république de Macédoine du Nord.

## Période contemporaine

### Échanges culturels
La France et la Macédoine du Nord sont membres de plein droit de l'Organisation internationale de la francophonie.
La Macédoine du Nord accueille un Institut français et deux Alliances françaises.

### Sur le plan militaire
Le Ministère français de la Défense a envoyé une mission d'expertise en Macédoine du Nord et le français est enseigné aux cadres de l'armée macédonienne. La coopération entre les forces armées des deux pays s'inscrit dans la perspective d'une intégration future de la Macédoine du Nord à l'UE et à l'OTAN.
Concordia, opération de maintien de la paix de l'UE, a été réalisée avec 40% d'effectifs français et la France a été le plus important contributeur de Proxima.

### Relations économiques
Les échanges commerciaux entre les deux pays restent modestes.